# 流行語
流行語（りゅうこうご、英:Buzzword/Buzzwords）は、流行した語（単語、言葉）やフレーズ。初出と同時に流行する場合もあるが、期間をおいてから他の事由を契機として流行する場合もある。

## 概要
1946年に全国巡幸をした昭和天皇が奉迎者との対話がなかなか成立せず連発した「あ、そう」が流行語になる。近年では、ニュースなどで繰り返し放送されるもの（「想定内」や「クールビズ」）や、ベストセラー書籍のタイトル（「バカの壁」、「負け犬の遠吠え」、「国家の品格」）なども広く耳目を集めやすくなってきている。1984年に自由国民社が「新語・流行語大賞」を設けて、毎年12月最初の平日に表彰式を行っている。同社発行の『現代用語の基礎知識』には入賞語以外にも当節の流行語が記載されている。
なお、この賞の名称から誤解されることがあるが、「流行語の全てが新語」というわけではない。新しく生まれた流行語は一時だけのものとして死語（廃語）と化すことも多いが、一般的な語彙として定着していくものもある。
逆に言えば、現在普通に使われている語彙の中には、かつての流行語もある。また、一過性の流行や事件を表す語は、日常的には使われなくなっても、そのことを表す歴史用語として残ることもある。一過性の「流行」と思われたものが継続し、それを表す「流行語」も継続的に使われ続けることがある。後から振り返ってみれば単に、新しく現れたものに新しい名前を付けただけであり、流行語とは思えなくなる。以前から存在した流行語は、もとの使用状況に戻ることが多いが、希に、使い古された感から忌避され、別の語に取って代わられることがある。
千石保によれば、流行語とは別に、時代語とでも呼ぶべきものがある。流行語が、「みんなが使っていて面白そうだから」程度の動機で採用され、一過性のものであるのに対して、時代語は、その時代の人間関係の在り方を反映したものとなり、採用しない者には、仲間外れなどの制裁が科せられる。
例えば、現代の若者語には、曖昧語が多いという。

## 流行語のイベント
日本
- 新語・流行語大賞
- ネット流行語大賞
- ワード・オブ・ザ・イヤー（朝日新聞社主催）
- 今年の新語（三省堂主催）
- 大辞泉が選ぶ新語大賞（小学館主催）
- 女子中高生ケータイ流行語大賞

アジア
- 漢語盤点 - 中国語のイベント
- 台灣年度代表字大選（中国語版）
- 中国流行語（中国語版）

ヨーロッパ
- ドイツの流行語大賞
- festival du mot - フランスの町ラ・シャリテ＝シュル＝ロワールで開催される言葉の祭典。この祭典中に流行語を発表する。

アメリカ合衆国
- Word of the year